# Цучіура

36°4′18.7″ пн. ш. 140°11′45.85″ сх. д. / 36.071861° пн. ш. 140.1960694° сх. д.
Цутіу́ра (яп. 土浦市, つちうらし, МФА: [t͡su̥t͡ɕiuɾa ɕi̥]) — місто в Японії, в префектурі Ібаракі.

## Короткі відомості
Розташоване в південній частині префектури, на західному березі озера Касуміґаура. Виникло на основі середньовічного призамкового містечка самурайського роду Дой. З 1922 року було місцем розміщення бази військово-повітряних сил Імперського флоту Японії. Отримало статус міста 3 листопада 1940 року. Основою економіки є сільське господарство, рибальство, машинобудування та виробництво електроприладів. Традиційне ремесло — виготовлення соєвого соусу.Станом на 1 жовтня 2007 площа міста становила 113,82 км². Станом на 1 серпня 2008 населення міста становило 143 683 осіб.